# Gallinaro
Gallinaro är en ort och kommun i provinsen Frosinone i regionen Lazio i Italien. Kommunen hade 1 275 invånare (2018).